# (35107) 1991 VH
1991 في إتش (ويعرف أيضًا باسم (35107) 1991 في إتش وفق تسمية الكوكب الصغير) (بالإنجليزية: 1991 VH)‏ هو كويكب ضمن حزام الكويكبات؛ وترتيبه 35107 من حيث الاكتشاف.
اكتُشف هذا الجُرم الفلكي بواسطة روبرت إتش ماكنوت في 9 نوفمبر 1991.

## وصلات خارجية
- (35107) 1991 VH في قاعدة بيانات مختبر الدفع النفاث لأجرام النظام الشمسي الصغيرة

- الاكتشاف · مخطط المدار ·  العناصر المدارية · المعلمات المادية

- (35107) 1991 VH على موقع ويكي سكاي: DSS2, SDSS, GALEX, IRAS, Hydrogen α, X-Ray, Astrophoto, Sky Map, Articles and images